# Praga E-39

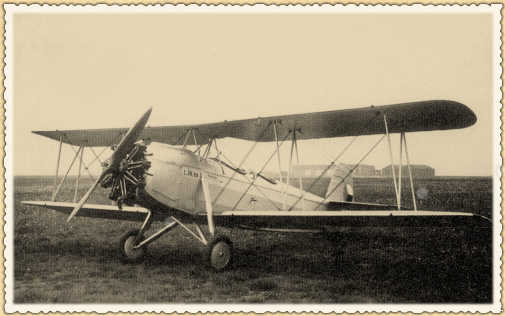
Praga E-39

De Praga E-39 (ook wel bekend als BH-39) is een Tsjechoslowaaks dubbelzits dubbeldekker les- en verkenningsvliegtuig gebouwd door Praga. De E-39 is ontworpen door Pavel Beneš en Miroslav Hajn. De E-39 vloog voor het eerst op 27 augustus 1931. Naast bij Praga is de E-39 ook bij Letov gebouwd. Er zijn in totaal 139 E-39’s van alle types gebouwd, waarvan 35 stuks geleverd aan vliegclubs.

## Versies
- BH-39NZ: 2 Prototypes en eerste serie, deze versie is door zowel Letov als Praga gebouwd, ook wel bekend als E-39NZ uitgerust met een Walter NZ-120 stermotor, 120 kW (90 pk)
- E-39AG: Uitgerust met een Armstrong Siddeley Genet Major, 112 kW (150 pk)
- E-39G: Uitgerust met een Walter Gemma, 112 kW (150 pk)
- E-39M: Twee stuks gebouwd, uitgerust met een Walter Mars, 115 kW (155 pk)

## Specificaties (E-39G)
- Bemanning: 2, een leerling en een instructeur
- Lengte: 7,49 m
- Spanwijdte: 10,00 m
- Hoogte: 2,54 m
- Vleugeloppervlak: 23,70 m²
- Leeggewicht: 610 kg
- Start gewicht: 875 kg
- Motor: 1× Walter Gemma, 112 kW (150 pk)
- Maximumsnelheid: 162 km/h
- Kruissnelheid: 136 km/h
- Plafond: 3 700 m

## Gebruikers

### Militaire gebruikers
- Duitsland – ex Tsjechoslowaaks
- Hongarije – ex Tsjechoslowaaks
- Slowakije – 10 stuk’s, ex Tsjechoslowaaks
- Tsjechoslowakije – 21 E-39NZ’s